# Manuel Ortiz de Camargo
Manuel Ortiz de Camargo (São Paulo, ? — Itu, 25 de setembro de 1698) foi um bandeirante. Foi o quinto dos 14 filhos do Capitão Fernando de Camargo, o Tigre, com sua esposa Mariana do Prado.
Casou com Maria Bueno de Siqueira, irmã de Bartolomeu Bueno de Siqueira. Tiveram quatro filhos:
- 1 - Sebastião Preto d Camargo,
- 2 - Isabel Bueno de Camargo,
- 3 - Clara Bueno de Camargo, que se casou com Miguel de Almeida e Cunha. Silva Leme não esclarece se Clara ou Isabel foi a mulher de Miguel.
- 4 - Maria Bueno de Camargo que casou com Antônio Antunes de Moura, tendo 5 filhos e vivendo em Atibaia.

Manuel costumava assinar Manuel de Camargo Velho, já que em sua família havia um homônimo moço contemporâneo. Depois de tomar parte ativa na vida política da vila de São Paulo, decidu em 1693 sertanejar nas minas de Paranaguá. Saiu com seu cunhado em demanda da Casa da Casca, nas Minas Gerais, e da serra da Itaverava, após a certeza de haver ouro naquelas terras. Bartolomeu decidiu ganhar o rio Paraopeba, morrendo segundo a lenda em lugar ignorado. Manuel com seu filho Sebastião Preto de Camargo, com a sua gente, enveredou da Itaverava pelo roteiro de Antônio Rodrigues Arzão e procurou sozinho o rio da Casca, mas foi detido pelo gentio e morreu no embate, regressando o filho à Itaverava com os destoços da bandeira em 1699.
Silva Leme descreve sua família no Vol. 1 pág. 179 (Tit. Camargos) da sua Genealogia Paulistana.